# مرضیه برومند
مرضیه‌سادات برومند یزدی (زادهٔ ۱۷ خرداد ۱۳۳۰ در تهران) کارگردان، نویسنده، صداپیشه، عروسک گردان و بازیگر ایرانی است. وی لیسانس هنرهای نمایشی از دانشکده هنرهای زیبای دانشگاه تهران دارد. او خواهر راضیه برومند (بازیگر و نویسنده)، و همچنین خواهر احترام برومند (مجری و بازیگر)، و خواهر زن داوود رشیدی و بهرام شاه‌محمدلو می‌باشد.
مرضیه برومند در ۱۳ اسفند ۱۴۰۱ به‌عنوان مدیرعامل خانه سینما انتخاب شد اما وی در ۱۰ مهر ۱۴۰۲ از سمت خود استعفا و در ۱۶ آبان با استعفا وی موافقت شد.

## فیلم‌شناسی
| سال  | نام فیلم             | کارگردان                   | سمت(ها)                                |
| ---- | -------------------- | -------------------------- | -------------------------------------- |
| ۱۳۵۳ | دایره مینا           | داریوش مهرجویی             | بازیگر                                 |
| ۱۳۶۴ | شهر موش‌ها            | مرضیه برومند محمدعلی طالبی | کارگردان و شعر                         |
| ۱۳۶۶ | تحفه‌ها               | ابراهیم وحیدزاده           | بازیگر                                 |
| ۱۳۶۷ | میهمان ناخوانده      | مرضیه برومند               | بازیگر                                 |
| ۱۳۷۲ | پناهنده              | رسول ملاقلی پور            | بازیگر                                 |
| ۱۳۷۳ | الو! الو! من جوجوام  | مرضیه برومند               | نویسنده، بازیگر و تهیه‌کننده            |
| ۱۳۷۸ | میکس                 | داریوش مهرجویی             | بازیگر                                 |
| ۱۳۷۹ | قطعهٔ ناتمام          | مازیار میری                | بازیگر، مشاور کارگردان و امور بازیگران |
| ۱۳۸۰ | مربای شیرین          | مرضیه برومند               | شعر                                    |
| ۱۳۸۲ | چند تار مو           | ایرج کریمی و سینا سلیمی    | بازیگر                                 |
| ۱۳۸۳ | دربه‌درها             | امیرحسین صدیق              | مشاور کارگردان و مجری طرح              |
| ۱۳۸۳ | اسپاگتی در هشت دقیقه | رامبد جوان                 | مشاور کارگردان                         |
| ۱۳۸۷ | شیرین                | عباس کیارستمی              | نقش خودش (یکی از تماشاگران)            |
| ۱۳۸۸ | هیچ                  | عبدالرضا کاهانی            | بازیگر                                 |
| ۱۳۸۸ | نخودی                | جلال فاطمی                 | بازیگر                                 |
| ۱۳۹۳ | شهر موش‌ها ۲          | مرضیه برومند               |                                        |
| ۱۳۹۶ | خاله قورباغه         | افشین هاشمی                | صداپیشه                                |

## مجموعه‌های تلویزیونی
(به‌عنوان بازیگر، کارگردان و عروسک‌گردان)

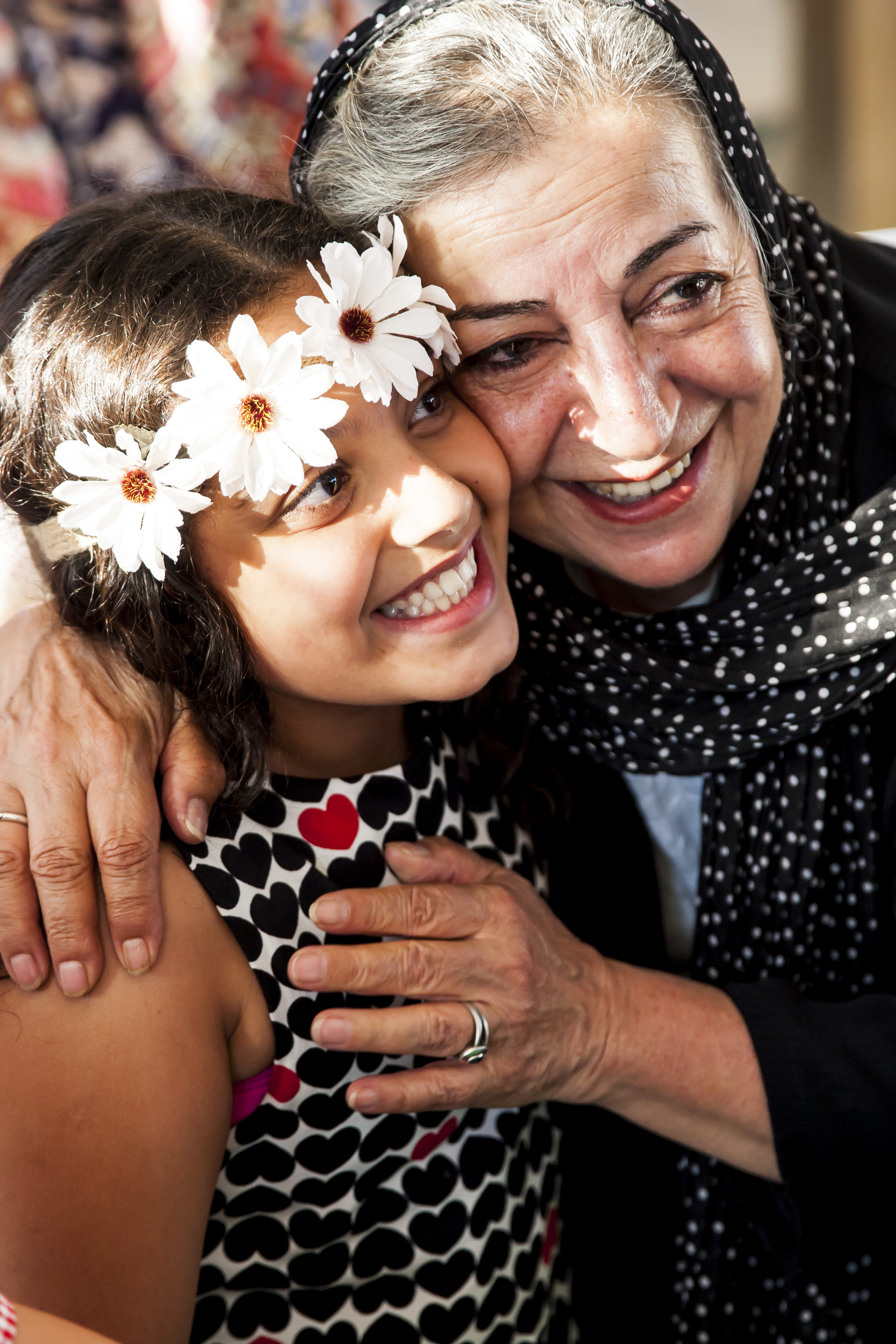
مرضیه برومند در جشن رونمایی شهر آی قصه - شهریور ۱۳۹۸

از سال ۱۳۴۷:
| سال       | نام مجموعه                     | سمت                           | نکات                                                                      |
| --------- | ------------------------------ | ----------------------------- | ------------------------------------------------------------------------- |
| ۱۳۴۸–۱۳۴۹ | پنبه‌دانه (تله‌تئاتر)            | بازیگر                        | کارگردان: رضا بابک محصول تلویزیون ملی ایران                               |
| ۱۳۵۴      | دیوان اشعار برانینگ (تله‌تئاتر) | بازیگر                        | محصول تلویزیون ملی ایران                                                  |
| ۱۳۵۴      | کدو تنبل (تله‌تئاتر)            | بازیگر                        | تئاتر برای کودکان و نوجوانان، محصول تلویزیون ملی ایران                    |
| ۱۳۵۶      | گلباران (تله‌تئاتر)             | بازیگر                        | کارگردان: رضا بابک تئاتر برای کودکان و نوجوانان، محصول تلویزیون ملی ایران |
| ۱۳۵۷      | سلطان صاحبقران                 | بازیگر                        | کارگردان: علی حاتمی محصول تلویزیون ملی ایران                              |
| ۱۳۵۹      | دیو چو بیرون رود               | کارگردان                      | پخش از برنامهٔ کودک و نوجوان شبکهٔ دو                                       |
| ۱۳۶۰–۱۳۶۳ | مدرسهٔ موش‌ها                    | کارگردان عروسکی کارگردان هنری | کارگردان تلویزیونی: سیما ایلخان شبکهٔ یک                                   |
| ۱۳۶۲      | یک و دو، همه با هم             |                               |                                                                           |
| ۱۳۶۲      | بچه‌ها بیدار، بچه‌ها هوشیار      | کارگردان، مجری و قصه‌گو        |                                                                           |
| ۱۳۶۴      | حکایت مسافر گمنام              | بازیگر                        | کارگردان: داوود میرباقری پخش از شبکهٔ یک                                   |
| ۱۳۶۵      | راویان اخبار                   | کارگردان                      | اپیزود «راهزن» شبکهٔ یک                                                    |
| ۱۳۶۶      | خونهٔ مادربزرگه                 | کارگردان و نویسنده            | از برنامهٔ کودک و نوجوان شبکهٔ دو                                           |
| ۱۳۶۹–۱۳۷۰ | آرایشگاه زیبا                  | کارگردان                      | پخش از شبکهٔ دو                                                            |
| ۱۳۷۳      | قصه‌های تابه‌تا                  | کارگردان                      | پخش از برنامهٔ کودک و نوجوان شبکهٔ دو                                       |
| ۱۳۷۵      | کودکی غلامحسین‌خان اصل تهرانی   | کارگردان                      | پخش از شبکهٔ پنج                                                           |
| ۱۳۷۶–۱۳۷۵ | تهران ۱۱- ۵۹۵ ج ۴۸             | کارگردان، نویسنده و بازیگر    | پخش از شبکهٔ پنج                                                           |
| ۱۳۷۸–۱۳۷۷ | هتل                            | کارگردان                      | پخش از شبکهٔ پنج                                                           |
| ۱۳۷۸      | ورثهٔ آقای نیکبخت               | کارگردان                      | پخش از شبکهٔ یک                                                            |
| ۱۳۷۹      | داستان‌های نوروز                | کارگردان                      | پخش از شبکهٔ یک                                                            |
| ۱۳۸۰      | کارآگاه شمسی و دستیارش مادام   | کارگردان                      | پخش از شبکهٔ پنج                                                           |
| ۱۳۸۲      | معصومیت ازدست‌رفته              | بازیگر                        | نقش حره (صداپیشه: ثریا قاسمی) کارگردان: داوود میرباقری پخش از شبکهٔ سه     |
| ۱۳۸۵      | کتاب‌فروشی هدهد                 | کارگردان                      | پخش از شبکهٔ سه                                                            |
| ۱۳۸۹      | گمشده                          | بازیگر                        | کارگردان: راما قویدل پخش از شبکهٔ یک                                       |
| ۱۳۸۹      | نشانی                          | بازیگر                        | کارگردان: رامبد جوان پخش از شبکهٔ دو                                       |
| ۱۳۸۷      | همهٔ بچه‌های من                  | کارگردان و نویسنده            | پخش از شبکهٔ یک                                                            |
| ۱۳۹۱–۱۳۸۹ | آب‌پریا                         | کارگردان و نویسنده            | پخش از شبکه دو                                                            |
| ۱۴۰۱      | شهرک کلیله و دمنه              | کارگردان                      | پخش از فیلم‌نت (توقیف شده)                                                 |

## نمایش‌ها (تئاتر)
- امشب از خود می‌سازیم (اثری از لوئیجی پیراندلو)
- وای بر مغلوب (اثری از غلامحسین ساعدی)
- سفر خوش
- حادثه در شهر عروسک‌ها (اثری از اسکار باتک)
- شهر کوچک ما
- شاپر خانوم (اثری از بیژن مفید)
- ترب (اثری از بیژن مفید)
- کوتی و موتی (اثری از بیژن مفید)
- خورشید خانوم آفتاب کن (اثری از محمدهادی محمدی)
- آریا داکاپو
- سارا
- زال و سیمرغ
- آدم آدم است (اثری از برتولت برشت)
- کدو قلقلی و دیو
- آنتیگون
- پنبه‌دانه
- دزد و رنگ قرمز
- اُلدوز و کلاغ‌ها (اثری از صمد بهرنگی)
- داستان ضحاک
- کلاه و شال و اره
- یک جفت کفش برای زهرا
- کسب‌وکار خانم وارن (اثری از برنارد شاو، به کارگردانی هرمز هدایت، ۱۳۵۵)
- افرا، یا روز می‌گذرد (اثری از بهرام بیضایی) در نقش خانم شازده بدرالملوک[۷]
- خوشبختی‌های کوچک سوسک شدن(۱۳۹۵) (افتتاح‌کننده نمایش) (کارگردان: آزاده انصاری، نویسندگان: نادر برهانی مرند، فرهاد امینی)[۸]